# 한방울 규칙
한방울 규칙(영어: one-drop rule, ODR)은 미국 남부지방에서 조상 중에 흑인의 피가 조금이라도 섞였으면 흑인으로 간주했던 제도를 말한다.
이는 노예제도가 폐지된 후에 남부에서 1950년대 중반까지 지속된 인종분리정책(segregation) 때문에 생겨났다.

## 역사
북아메리카에서는 혼혈인이라도 유럽인과 신체적 특징이 유사하다면 유럽인과 같은 사회적 지위를 부여한 남아메리카와 다르게 혼혈억제정책을 폈다. 남북전쟁이 끝나고 노예는 자유인이 되었지만 많은 흑인들은 갈 곳이 마땅치가 않았다. 노예를 해방시켰다는 북부도 남부의 흑인들을 수용할 생각은 전혀 하고 있지 않았다. 결국 거의 대부분의 흑인들이 남부에 그대로 주저 앉을 수밖에 없었는데 남부의 백인들은 흑인 분리 정책을 강화하였다. 공공시설, 교육시설, 대중교통시설 등 모든 시설에서 백인과 흑인의 시설이 별도로 설치됐다. 1920년대 남부의 흑인들이 북부의 산업도시로 이주하자 북부에서도 인종갈등이 심해졌다. 이로 인하여 누구를 흑인으로 정의 할 것인가 에 대한 문제가 대두 되자 탄생한 것이 한방울 법칙이다. 한방울 규칙의 등장은 20세기에 이루어졌다. 1910년 테네시, 루이지애나, 1911년 텍사스, 아칸소, 1917년 미시시피, 1923년 노스캐롤라이나, 1924년 버지니아, 1927년 앨러배머, 조지아, 1931년 오클라호마주가 ‘한방울 원칙’을 법률로 명문화했다. 1967년 한방울 규칙에 기반한 흑백결혼금지법이 연방대법원의 판결로 폐지되지만 한방울 규칙은 여전히 미국사회에 많은 영향을 끼치고 있다.

## 같이 보기
- 인종차별주의
- 남북전쟁